# Martin Velíšek (výtvarník, 1963)

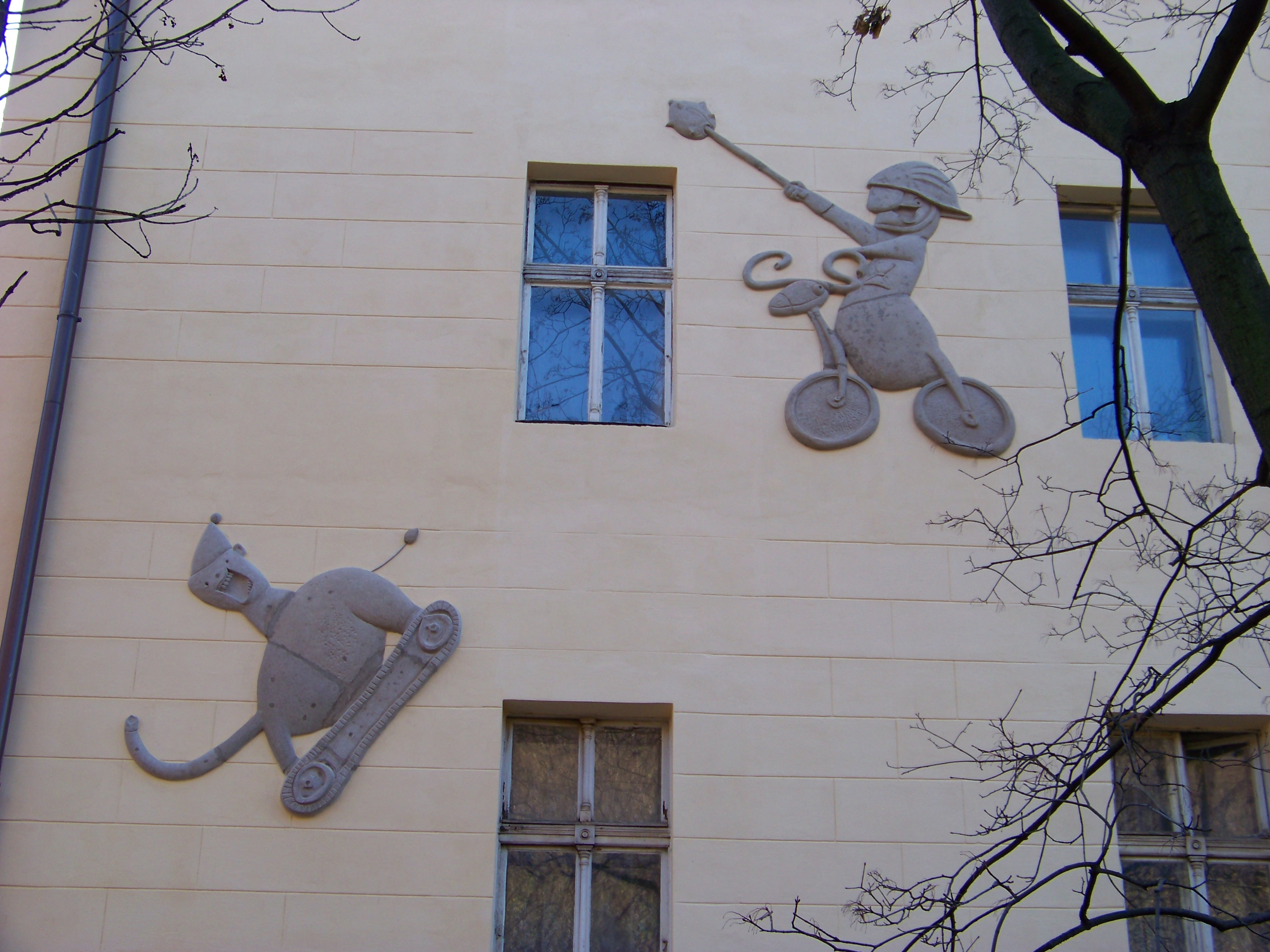
Reliéf na fasádě hospody v ulici U Božích bojovníků

Martin Velíšek (* 21. října 1963 Duchcov, Československo) je český výtvarník, který se zabývá sklem, malbou na plátno, animovaným filmem, obaly knih a CD, fotografií, sochařstvím a interiéry. Spolupracuje se skupinou Už jsme doma a spolupracoval na filmech Fimfárum Jana Wericha a Fimfárum 2, za které získal České lvy za nejlepší výtvarné řešení a nejlepší výtvarný počin. Je také autorem osobité výtvarné výzdoby známé žižkovské hospody U vystřelenýho oka.